# А207.50 Saturn
МТК А207.50 Saturn — 19 місний туристичний автобус категорії М2 класу В за ДСТУ UN/ECE R 52-01, виготовлений на базі суцільнометалевого Mercedes-Benz Sprinter першого покоління.
Всього виготовлено 31 автобус А207.50 Saturn.

## Модифікації
- МТК А207.50 Saturn — автобус на базі Mercedes-Benz 311CDI;
- МТК А207.51 Saturn — автобус на базі Mercedes-Benz 313CDI;
- МТК А207.52 Saturn — автобус на базі Mercedes-Benz 316CDI;
- МТК А207.56 Saturn — автобус на базі Mercedes-Benz 411CDI;
- МТК А207.57 Saturn — автобус на базі Mercedes-Benz 413CDI;
- МТК А207.58 Saturn — автобус на базі Mercedes-Benz 416CDI.

## Двигуни
| Дизельні          | Дизельні          | Дизельні  | Дизельні                         | Дизельні                  | Дизельні        | Дизельні         | Дизельні |
| Модель            | Циліндри/ Клапани | Об'єм см³ | Потужність                       | Крутний момент            | Тип двигуна     | Система живлення |          |
| ----------------- | ----------------- | --------- | -------------------------------- | ------------------------- | --------------- | ---------------- | -------- |
| 311 CDI / 411 CDI | 4/16              | 2148      | 80 кВт (109 к.с.) при 3800 хв−1  | 270 Нм при 1400–2400 хв−1 | OM 611 DE 22 LA | Common-Rail      |          |
| 313 CDI / 413 CDI | 4/16              | 2148      | 95 кВт (129 к.с.) при 3800 хв−1  | 300 Нм при 1600–2400 хв−1 | OM 611 DE 22 LA | Common-Rail      |          |
| 316 CDI / 416 CDI | 5/20              | 2685      | 115 кВт (156 к.с.) при 3800 хв−1 | 330 Нм при 1400–2400 хв−1 | OM 612 DE 27 LA | Common-Rail      |          |